# にごりえ
『にごりえ』は、樋口一葉の短編小説。1895年（明治28年）9月、博文館『文芸倶楽部』に発表された。
銘酒屋の私娼お力が、落ちぶれて妻子とも別れた源七と情死するまでを描いた作品で、一葉の小説の中で最も写実性の高いものとなっている。「にごりえ」という題名は『伊勢集』の和歌に因んだものとみられている。

## 作品背景
下谷龍泉寺町（現・台東区竜泉）から1894年（明治27年）5月に転居した本郷区丸山福山町（現・文京区西片）には、銘酒屋が立ち並び、夜ごと不特定多数の男たちに身を売って生活している女たち（私娼）が多くいた。一葉は彼女たちによく頼まれて恋文の代筆をしたという。
一葉の家の隣にあった銘酒屋は「鈴木亭」という店で、主人公の「お力」は、その店の酌婦「お留」をモデルにしたものともいわれている。また、結城朝之助の造型には、一葉がその恋を諦めざるを得なかった半井桃水があるとみられている。『にごりえ』執筆直前の1895年（明治28年）1月には、『文學界』同人の戸川安宅から借りたドストエフスキーの『罪と罰』を読んでいたという。
『にごりえ』が発表された1895年（明治28年）は、1889年（明治22年）7月12日に死去した一葉の父・則義の七回忌にあたる。一葉は法要のため博文館に原稿料の前借りを申し出ており、『にごりえ』の原稿はその引き換えとして執筆された。山梨県立文学館所蔵の未定稿によれば、当初の草稿では「ものぐるひ」「親ゆずり」の仮題が付けられている。

## あらすじ
丸山福山町の銘酒屋「菊の井」の看板酌婦（私娼）のお力は、何かとお力の話を聞きたがる上客の結城朝之助に淡い恋心を抱くようになるが、それ以前に馴染みになった客に源七がいた。源七は蒲団屋を営んでいたが、お力に入れ込んだことで没落し、今は妻子ともども長屋での苦しい生活をおくっている。しかし、それでもお力への未練を断ち切れずにいた。
盆の7月16日の夜、お力はお客の酒の相手をしている最中に発作的に席を立って外に出ていく。厭世的な気分になりながら「此ままに唐天竺の果までも行つて仕舞たい、あゝ嫌だ嫌だ嫌だ」と人の声も物の音もしない静かな処へ行きたいと物思いにふけり、気が狂いそうな心地でさまよい歩いていると、「お力何処へ行く」と誰かに肩を叩かれ、見ると朝之助だった。
朝之助と一緒に店に戻ったお力は酒に酔って初めて朝之助に不遇な身の上話を語るが、それを一通り聞いた朝之助は突然「お前は出世を望むな」と言う。お力は驚き、望んだところで貧乏暮らしが落ちで、玉の輿までは思いませんと言い、朝之助の「始めから何も見知つてゐるに隠すは野暮の沙汰ではないか」という申し出をはぐらかし、「どうせこんな身でござんする」と自身の因果を思い打しおれて黙ってしまう。そして夜が更けて帰ろうとする朝之助をお力は引き止め泊らせる。
一方、源七は仕事もままならなくなり、家計は妻のお初の内職に頼るばかりになっていた。そんななか、お力の店の近くにたまたま行った子の太吉がお力から高価な菓子（カステラ）を貰ったことをきっかけに、それを嘆く妻と諍いになり、ついに源七は妻子とも別れてしまう。その後、お力は源七の刃によって、無理とも合意とも分からない心中の片割れとなって死ぬ。

## 映像化作品
- 1953年：映画『にごりえ』 - 『十三夜』『大つごもり』『にごりえ』を原作とするオムニバス映画。監督：今井正。

- 1960年：百万人の劇場『にごりえ』（フジテレビ） - 出演：高松英郎、日高澄子、穂高のり子
- 1961年：NECサンデー劇場『にごりえ』（NET） - 脚本：水木洋子、演出：山本隆則、出演：山田五十鈴、北村和夫、織田政雄、赤木蘭子、藤田安男、鈴木光枝、内田礼子
- 1964年：シオノギテレビ劇場『にごりえ』（フジテレビ） - 演出：森川時久、出演：山本富士子、田村高廣、山内明、山岡久乃、菅井きん、佐々木愛、大塚道子
- 1973年：女・その愛のシリーズ『にごりえ』（NET） - 脚本：野上龍雄、監督：佐々木康、出演：真木洋子、緒形拳、山本学、悠木千帆、横山道代、原知佐子、小塙謙士、鮎川浩、田中美津子[7]
- 1993年：日本名作ドラマ『にごりえ』（テレビ東京） - 演出：久世光彦、出演：田中裕子、根岸季衣、柄本明、洞口依子、川越美和、三浦理恵子
- 2009年（平成21年）サタデーTVラボ『妄想姉妹 Paranoid Sisters 文學という名のもとに（第9話『にごりえ』）（NTV） 
脚本：三浦有為子。監督：三島有紀子。